# Cellula ossifila
Le cellule ossifile delle paratiroidi sono uno dei due tipi di cellule presenti nella ghiandola paratiroidea, l'altro è la cellula principale delle paratiroidi. Le cellule ossifile si trovano solo in un numero limitato di specie e l'uomo è una di queste.
Queste cellule possono essere trovate in grappoli al centro della sezione e alla periferia. Le cellule ossifile compaiono all'inizio della pubertà, ma non hanno alcuna funzione nota. Si percepisce che le cellule ossifile possono essere derivate dalle cellule principali durante la pubertà, poiché non sono presenti alla nascita come le cellule principali. Le cellule ossifile aumentano di numero con l'età.

## Struttura
Le cellule ossifile sono di dimensioni molto più grandi (12–20 µm) rispetto alle cellule principali (6–8 µm) e si colorano anche più chiare delle cellule principali. Le cellule ossifile hanno un citoplasma pieno di molti, grandi mitocondri. Le cellule ossifile hanno abbondante glicogeno citoplasmatico e ribosomi che sono disseminati tra i mitocondri. Il reticolo endoplasmatico, gli apparati di Golgi e i granuli secretori sono poco sviluppati nelle cellule ossifile delle ghiandole paratiroidi normali

## Funzione
Con le scansioni di medicina nucleare, assorbono selettivamente il radiotracciante complesso tecnezio-sestamibi per consentire la delineazione dell'anatomia ghiandolare. È stato dimostrato che le cellule ossifile esprimono geni rilevanti per la paratiroide che si trovano nelle cellule principali e hanno il potenziale per produrre ulteriori fattori autocrini/paracrini, come la proteina correlata all'ormone paratiroideo (PTHrP) e il calcitriolo. È stato anche dimostrato che le cellule ossifile hanno una maggiore attività enzimatica ossidativa e idrolitica rispetto alle cellule principali a causa della presenza di più mitocondri. Le cellule ossifile hanno significativamente più recettori di rilevamento del calcio (CaSR) rispetto alle cellule principali. È necessario fare più lavoro per comprendere appieno le funzioni di queste cellule e le loro secrezioni.